# Barons

Barons — австралийское пиво. Выпускается с 2005 года. С 2007 года пиво Barons поставляется в Россию. Производитель — Barons Brewing Pty Ltd.
Сорта пива Barons:
- Barons Lager — светлое пиво
- Barons Pale Ale — светлый эль
- Barons ESB (Extra Special Bitter) — классический эль английского стиля
- Barons Black Wattle Superior — эль, сваренный на семенах чёрной австралийской акации

Barons — единственное пиво, поставляющееся в России в одноразовых кегах, изготовленных по технологии One-Way-Kegs (OWKs), разработанной компанией ecoKEG (Австралия).